# Emma de France (943-968)
Ne doit pas être confondu avec Emma de France (894-934) ou Emma de Normandie.
Emma, duchesse de Normandie, née vers 943 et morte le 18 mars 968, est la fille de Hugues le Grand et de Hedwige de Saxe. Elle est donc aussi la sœur de Hugues Capet, roi de France.
Elle devient en 960 la première épouse de Richard Ier, duc de Normandie, mais n'aura pas de descendance.